# Order Karola III

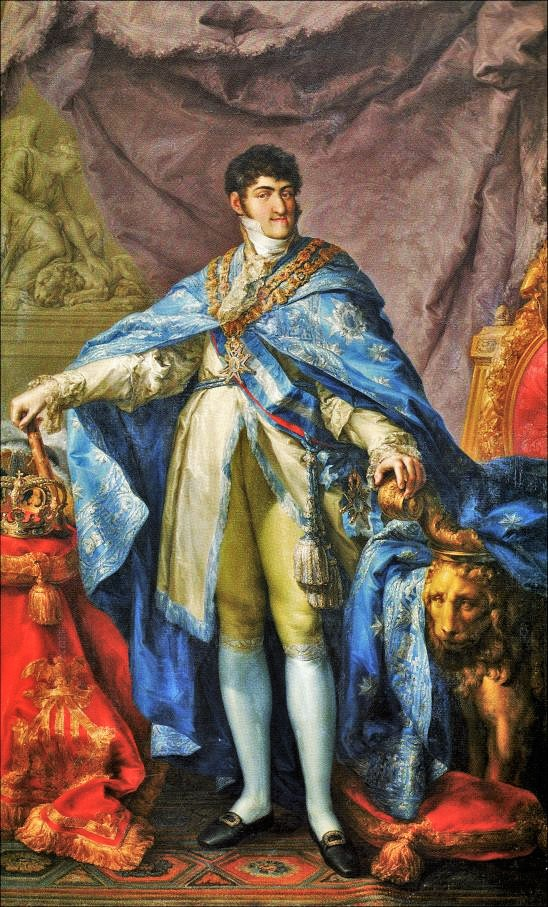
Portret Ferdynanda VII w płaszczu Orderu Karola III

Order Karola III, właśc. Order Królewski i Wielce Znakomity Karola III (hiszp. Real y Muy Distinguida Orden de Carlos III) – najwyższe cywilne odznaczenie Królestwa Hiszpanii ustanowione w 1771 przez króla Karola III.

## Historia i zasady nadawania
Order – opatrzony łacińską dewizą „Virtuti et merito” (pol. „Cnota i zasługa”) – został ustanowiony przez króla Hiszpanii Karola III mocą dekretu z 19 września 1771. Od początku istnienia jest nadawany „za czyny dokonane dla dobra narodu i Korony”. Treść formuły ulegała nieznacznym modyfikacjom, a jej obecne brzmienie przedstawia aneks z 8 maja 2000 do dekretu królewskiego z 4 sierpnia 1983: „Orderem nagradza się obywateli Hiszpanii i cudzoziemców, którzy poprzez swoje dokonania oddali wybitne zasługi dla narodu”. Utworzony jako odznaczenie wojskowe, był niemal wyłącznie przyznawany za zasługi cywilne, stąd też w 1847 został formalnie zakwalifikowany jako order cywilny.
Wielkim Mistrzem Orderu jest panujący monarcha (hiszp. Su Majestad el Rey), który także stoi na czele Kancelarii Orderu (hiszp. Cancillería de la Orden). Natomiast Wielkim Kanclerzem Orderu jest urzędujący premier (hiszp. Presidente del Gobierno).

## Podział na klasy
Mocą dekretu króla Juana Carlosa I z 11 listopada 2002 współcześnie przyznawany Order Karola III dzieli się na pięć klas: 
- Łańcuch (Collar) – do 25 odznaczonych obywateli Hiszpanii (nie dotyczy cudzoziemców)
- Krzyż Wielki (Gran Cruz) – do 100 odznaczonych obywateli Hiszpanii (nie dotyczy ministrów rządu i cudzoziemców)
- Krzyż Komandorski Numerowany (Encomienda de Número) – do 200 odznaczonych obywateli Hiszpanii (nie dotyczy ministrów rządu i cudzoziemców)
- Krzyż Komandorski (Encomienda) – bez limitu nadań
- Krzyż Kawalerski (Cruz de Caballero) – bez limitu nadań

Odznaczonym Łańcuchem lub Krzyżem Wielkim, którzy tym samym stają się Kawalerami (Caballeros) lub Damami (Damas) Orderu Karola III,  przysługuje ponadto – wymieniany przed nazwiskiem – tytuł „Ekscelencji”.

## Insygnia
| Baretki Orderu Karola III | Baretki Orderu Karola III | Baretki Orderu Karola III    | Baretki Orderu Karola III | Baretki Orderu Karola III |
| ------------------------- | ------------------------- | ---------------------------- | ------------------------- | ------------------------- |
| Łańcuch                   | Krzyż Wielki              | Krzyż Komandorski Numerowany | Krzyż Komandorski         | Krzyż Kawalerski          |